# Moon So-ri
Dans ce nom coréen, le nom de famille, Moon, précède le nom personnel.
Moon So-ri (coréen: 문소리), née le 2 juillet 1974 à Busan, est une actrice sud-coréenne. Elle est surtout connue pour ses rôles principaux dans Oasis (2002) et Une femme coréenne (2003). 

## Biographie

### Carrière cinématographique
Après avoir obtenu un diplôme en éducation de l'université Sungkyunkwan, Moon So-ri rejoint la troupe de théâtre Han de 1995 à 1997. Elle fait ses débuts dans des pièces de théâtre et dans des courts-métrages tel que The Power Of Love et Black Cut. Son premier rôle au cinéma était dans le film dramatique Peppermint Candy réalisé par Lee Chang-dong en 1999 bien que ses talents d'actrice ne sont pas vraiment mise en avant jusqu'à ce qu'elle incarne le rôle de Gong-ju dans le film romantique Oasis du même réalisateur en 2002,. Son interprétation d'une femme atteinte d'une paralysie cérébrale a obtenu de fortes éloges et l'a fait remporté le prix Marcello-Mastroianni, devenant la première actrice sud-coréenne à remporter ce prix et la deuxième actrice sud-coréenne à être récompensée à la Mostra de Venise, après Kang Soo-yeon, nommée meilleure actrice en 1985. Elle a également reçu le prix de la meilleure actrice Festival international du film de Seattle en 2003.
L'année suivante, elle trouve de nouveau la gloire avec son troisième film, Une femme coréenne qui lui fait remporter plus tard le prix de la meilleure actrice du Festival international du film de Stockholm. 
En 2004, elle joue en face de Song Kang-ho dans le film qui illustre 20 ans  de l'histoire moderne de la Corée à travers les yeux du barbier personnelle du président sud-coréen Park Chung-hee. Elle prit en 2005 le rôle de Kim Mal-soon dans le film Sorry Apple, un drame relationnel sur une femme qui se lance dans une nouvelle relation après avoir été largué par son petit ami de longue date. En 2006, elle joue le rôle d'un professeur universitaire dans le film érotique Bewitching Attraction, puis, une sœur désapprobatrice dans le film dramatique Family Ties pour lequel elle partage le prix de la meilleure actrice du Festival international du film de Thessalonique avec Go Doo-shim, Gong Hyo-jin et Kim Hye-ok. 
Elle joue dans sa première série télévisée, The Legend en 2007 et incarne le rôle de Seo Kiha, réincarnation de Kajin, la Maîtresse de la Terre. La série télévisée fantastique a été réalisé par Kim Jong-hak et inspiré de la légende de Tangun et Kwanggaet'o Wang. 
Afin de promouvoir le Festival du film vert de Séoul, le réalisateur sud-coréen Kim Tae-yong choisit Soo-ri pour son court-métrage Take Action, Now or Never! en 2009. Elle est également apparue dans le court-métrage The End de Baik Hyun-jhin. Elle apparaît en 2010 dans le film dramatique A Little Pond, basé sur le massacre de No Gun Ri pendant la guerre de Corée en juillet 1950,. On la trouve dans la comédie dramatique Hahaha dans le rôle de Wang Seong-ok en compagnie de Kim Sang-kyung et Yoo Jun-sang. Le film a été récompensé du prix Un certain regard lors du festival du Film de Cannes 2010.
En 2012, elle est réunie à nouveau avec Hong Sang-soo dans In Another Country aux côtés de l'actrice française Isabelle Huppert, dont Moon Soo-ri est une fan. L'année suivante, elle prend un risque à rejoindre le casting du thriller An Ethics Lesson de Park Myung-rang, trouvant le script unique et créatif. Elle est ensuite réunie avec Sol Kyung-gu dans la comédie d'espionnage The Spy: Undercover Operation.
En 2014, elle joue dans Venus Talk, qui parle de la vie romantique et sexuelle de trois femmes âgées d'une quarantaine d'années. Elle est également apparue dans le film documentaire-dramatique Manshin: Ten Thousand Spirits, basé sur l'autobiographie de la célèbre chamane coréenne Kim Geum-hwa, publié en 2007. Le tournage du film a été terminé en novembre 2012 et sorti seulement en 2014 au cinéma pour des problèmes financiers rencontrés lors de la postproduction. Par la suite, elle interprète le rôle de Youngsun, amie de Mori (joué par l'acteur japonais Ryo Kase) dans Hill of Freedom de Hong Sang-soo. La même année, elle fait ses débuts en tant que réalisatrice avec son court-métrage The Actress. Elle y joue le personnage principal, qui va faire de l'alpinisme avec des amis puis rejoint un groupe de connaissances masculines pour prendre un verre. Mais, ceux-cis, une fois ivres, lui révèlent leurs préjugés à son encontre. 
Elle est invitée au 19e Festival international du film de Busan où elle coprésente la cérémonie d'ouverture avec Ken Watanabe.
En 2015, Moon Soo-ri est devenu la première actrice coréenne à être invité comme membre du jury du Festival international du film de Locarno. Le directeur artistique du festival italien, Carlo Chatrian, a salué les choix courageux de projets de sa sélection et l'a surnommée le « joyau de l'industrie du cinéma coréen »,.

### Vie privée
Moon Soo-ri épouse le réalisateur sud-coréen Jang Joon-hwan le 24 décembre 2006. Elle a rencontré Jang Joon-hwan lorsque ce dernier réalisait le clip musical de Jung Jae-il en 2003. Après avoir subi une fausse couche en 2010,, elle donne naissance à une fille le 4 août 2011.

## Filmographie

### Cinéma

#### Actrice

##### Longs métrages
- 2000 : Peppermint Candy (박하사탕) de Lee Chang-dong : Yun Sun-im
- 2002 : Oasis (오아시스) de Lee Chang-dong : Gong-ju
- 2003 : Une femme coréenne (바람난 가족) de Im Sang-soo : Eun Ho-jeong
- 2004 : The President's Barber (효자동 이발사) de Im Chan-sang :
- 2005 : Bravo, My Life (사랑해... 말순씨) de Park Heung-sik : Kim Mal-soon
- 2005 : Sorry Apple (사과) de Kang Yi-kwan :
- 2006 : Bewitching Attraction (여교수의 은밀한 매력) de Lee Ha :
- 2006 : Family Ties (가족의 탄생) de Kim Tae-yong : Lee Mi-ra
- 2007 : My Heart Is Not Broken Yet (나의 마음은 지지 않았다) de Ahn Hae-ryong : Narratrice (film documentaire)
- 2008 : Forever the Moment (우리 생애 최고의 순간) de Yim Soon-rye : Han Mi-sook
- 2009 : Les Femmes de mes amis (잘 알지도 못하면서) de Hong Sang-soo : Voix
- 2009 : Fly, Penguin (날아라 펭귄) de Yim Soon-rye
- 2009 : A Little Pond (작은 연못) de Lee Saang-woo : Réfugiée
- 2010 : Hahaha (하하하) de Hong Sang-soo : Wang Seong-ok
- 2010 : The Housemaid (하녀) de Im Sang-soo : Docteur (caméo)
- 2011 : Ari Ari the Korean Cinema (영화판) de Heo Chul : Elle-même (film documentaire)
- 2012 : Lili à la découverte du monde sauvage (마당을 나온 암탉) de Oh Sung-yoon : Leafie/Yipsak/Sprout/Daisy
- 2012 : In Another Country (다른 나라에서) de Hong Sang-soo : Geum-hee
- 2013 : An Ethics Lesson (분노의 윤리학) de Park Mypung-rang : Kim Sun-hwa
- 2013 : The Spy: Undercover Operation (스파이) de Lee Seung-jun : Young-hee
- 2014 : Venus Talk (관능의 법칙) de Kwon Chil-in : Jo Mi-yeon
- 2014 : Manshin: Ten Thousand Spirits (만신) de Park Chan-kyong : Kim Geum-hwa
- 2014 : Hill of Freedom (자유의 언덕) de Hong Sang-soo : Youngsun
- 2015 : Love and... (필름시대사랑) de Zhang Lu :
- 2016 : The Handmaiden (아가씨) de Park Chan-wook : la tante
- 2018 : Petite Forêt (리틀 포레스트) de Yim Soon-rye : la mère

##### Courts métrages
- 1998 : The Power Of Love (사랑의 힘) de Kim Jee-woon
- 2000 : Black Cut (이동하) de Lee Dong-ha
- 2001 : Plan 19 from Outer Space (외계의 제19호 계획) de Min Dong-hyeon : Fantôme
- 2001 : To The Spring Mountain (봄산에) de Lee Gi-haeng : Jung Woo
- 2009 : Take Action, Now or Never! (모두들 하고 있습니까?) de Kim Tae-yong
- 2009 : The End (디 엔드) de Baek Hyeon-jin
- 2014 : Phantoms of the Archive (아카이브의 유령들) de Kim Jong-kwan
- 2014 : The Actress de Moon So-ri

#### Réalisatrice
- 2014 : The Actress de Moon So-ri

#### Scénariste
- 2014 : The Actress de Moon So-ri

### Télévision
- 2007 : The Legend (태왕사신기) : Seo Kiha
- 2008-2009 : All About My Family (내 인생의 황금기) : Lee Hwang
- 2014 : Haneuljae's Murder (하늘재 살인사건) : Jung Boon

## Festivals internationaux
Elle a fait plusieurs fois partie d'un jury internationale:
- Membre du jury du Festival international du film du Caire
- 2001: Membre du jury du 5e Festival international du film fantastique de Puchon
- 2006: Membre du jury du 11e Festival international du film de Busan
- 2013: Membre du jury du 26e Festival international du film de Tokyo
- 2014: Maîtresse de cérémonie au côté de Ken Watanabe lors du 19e Festival international du film de Busan
- 2015: Membre du jury du 16e Festival international du film de Jeonju
- 2015: Membre du jury du 68e Festival international du film de Locarno
- 2016: Membre du jury Horizon du 73e Festival de Venise

## Distinctions et décorations

### Décorations officielles
- Médaille Ok-gwan de l'Ordre du Mérite Culturel (Corée du Sud) en 2002.

### Récompenses et nominations cinématographiques
Cette section récapitule les principales récompenses et nominations obtenues par Moon Soo-ri. Pour une liste plus complète, se référer à l'Internet Movie Database.
| Année | Cérémonie                                       | Pays                       | Résultat | Prix                                                                     | Film                             |
| ----- | ----------------------------------------------- | -------------------------- | -------- | ------------------------------------------------------------------------ | -------------------------------- |
| 2002  | Mostra de Venise 2002                           | Drapeau de l'Italie        | Remporté | Prix Marcello-Mastroianni                                                | Oasis (2002)                     |
| 2002  | Blue Dragon Film Awards                         | Drapeau de la Corée du Sud | Remporté | Meilleur espoir féminin                                                  | Oasis (2002)                     |
| 2002  | Chunsa Film Art Awards                          | Drapeau de la Corée du Sud | Remporté | Meilleure actrice                                                        | Oasis (2002)                     |
| 2002  | Korean Association of Film Critics Awards       | Drapeau de la Corée du Sud | Remporté | Meilleure actrice                                                        | Oasis (2002)                     |
| 2002  | Korean Film Awards                              | Drapeau de la Corée du Sud | Remporté | Meilleur espoir féminin                                                  | Oasis (2002)                     |
| 2002  | Korean Film Awards                              | Drapeau de la Corée du Sud | Remporté | Meilleure actrice                                                        | Oasis (2002)                     |
| 2002  | Director's Cut Awards                           | Drapeau de la Corée du Sud | Remporté | Meilleur espoir féminin                                                  | Oasis (2002)                     |
| 2003  | Festival international du film de Seattle       | Drapeau des États-Unis     | Remporté | Meilleure actrice                                                        | Oasis (2002)                     |
| 2003  | Festival international du film de Stockholm     | Drapeau de la Suède        | Remporté | Meilleure actrice                                                        | Une femme coréenne (2003)        |
| 2003  | Busan Film Critics Awards                       | Drapeau de la Corée du Sud | Remporté | Meilleure actrice                                                        | Une femme coréenne (2003)        |
| 2003  | Chunsa Film Art Awards                          | Drapeau de la Corée du Sud | Remporté | Meilleure actrice                                                        | Une femme coréenne (2003)        |
| 2003  | Korean Film Awards                              | Drapeau de la Corée du Sud | Remporté | Meilleure actrice                                                        | Une femme coréenne (2003)        |
| 2003  | Women in Film Korea Awards                      | Drapeau de la Corée du Sud | Remporté | Meilleure actrice                                                        | Une femme coréenne (2003)        |
| 2004  | Grand Bell Awards                               | Drapeau de la Corée du Sud | Remporté | Meilleure actrice                                                        | Une femme coréenne (2003)        |
| 2004  | Max Movie Awards                                | Drapeau de la Corée du Sud | Remporté | Meilleure actrice                                                        | Une femme coréenne (2003)        |
| 2006  | Festival international du film de Thessalonique | Drapeau de la Grèce        | Remporté | Meilleure actrice (partagé avec Go Doo-shim, Gong Hyo-jin et Kim Hye-ok) | Family Ties (2006)               |
| 2008  | Blue Dragon Film Awards                         | Drapeau de la Corée du Sud | Proposé  | Meilleure actrice                                                        | Forever the Moment (2008)        |
| 2008  | MBC Drama Awards                                | Drapeau de la Corée du Sud | Remporté | Prix d'excellence, actrice                                               | My Life's Golden Age (2008-2009) |
| 2010  | Buil Film Awards                                | Drapeau de la Corée du Sud | Remporté | Meilleure actrice                                                        | Hahaha (2010)                    |
| 2012  | Buil Film Awards                                | Drapeau de la Corée du Sud | Proposé  | Meilleure actrice dans un second rôle                                    | In Another Country (2012)        |
| 2015  | Wildflower Film Awards                          | Drapeau de la Corée du Sud | Proposé  | Meilleure actrice                                                        | Hill of Freedom (2014)           |